# Дідівщинська сільська рада
| Дідівщинська сільська рада — колишній орган місцевого самоврядування у Фастівському районі Київської області з адміністративним центром у с. Дідівщина. Водоймища на території, підпорядкованій даній раді: річка Ірпінь. Сільській раді були підпорядковані населені пункти: - с. Дідівщина - с. Вільшанська Нива - с. Деминівка |

## Склад ради
Рада складалася з 14 депутатів та голови.

### Керівний склад ради
| ПІБ                     | Основні відомості                                                 | Дата обрання | Дата звільнення |
| ----------------------- | ----------------------------------------------------------------- | ------------ | --------------- |
| Сахно Петро Миколайович | Сільський голова, 1958 року народження, освіта, безпартійний      | 26.03.2006   | 31.10.2010      |
| Сахно Петро Миколайович | Сільський голова, 1958 року народження, освіта вища, безпартійний | 31.10.2010   |                 |

Примітка: таблиця складена за даними джерела